# Дульськ (Ґолюбсько-Добжинський повіт)
Дульськ (пол. Dulsk) — село в Польщі, у гміні Радомін Ґолюбсько-Добжинського повіту Куявсько-Поморського воєводства.
Населення — 557 осіб (2011).
У 1975-1998 роках село належало до Торунського воєводства.

## Демографія
Демографічна структура станом на 31 березня 2011 року:
|          | Загалом | Допрацездатний вік | Працездатний вік | Постпрацездатний вік |
| -------- | ------- | ------------------ | ---------------- | -------------------- |
| Чоловіки | 290     | 73                 | 187              | 30                   |
| Жінки    | 267     | 53                 | 149              | 65                   |
| Разом    | 557     | 126                | 336              | 95                   |